# Fűzlevelű ökörszem
A fűzlevelű ökörszem vagy egyszerűen ökörszem (Buphthalmum salicifolium) az őszirózsafélék családjába tartozó, Magyarországon védett növény.

## Jellemzése
Akár 70 cm magasra is megnövő, karcsú termetű évelő növény, melynek szára, levelei és fészekpikkelyei is pelyhes-borzasak. Egyszerű vagy elágazó szárán a levelek szórt állásban helyezkednek el. Levelei tagolatlanok, szélük ép vagy fogacskás. A tőlevelek nyelesek, alakjuk elliptikus, a szárlevelek ülők, alakjuk lándzsás, végük kihegyesedő. Június végétől augusztusig virágzik, másodvirágzása októberig is eltarthat. Fészkei magánosak, élénksárga színűek, általában 3–4, legfeljebb 5 cm átmérőjűek, csöves és nyelves virágokból állnak. Fészekpikkelyei lándzsásak vagy hosszúkás-lándzsásak, kihegyezett végűek. Kaszattermései 3–4 mm-esek, csupasz koronát viselnek.
A hozzá hasonló növények közül az elvadult dísznapraforgó-fajok (Helianthus spp.) nagyobb termetűek, virágzatuk is nagyobb, a borzas kúpvirág (Rudbeckia hirta) szintén magasabb, virágzata pedig kúpszerű. Az aggófüvek (Senecio spp.) fészkei kisebbek és mindig többesével állnak, azaz sosem magánosak. A peremizsek (Inula spp.) hasonlítanak hozzá leginkább, különösen a fűzlevelű peremizs (Inula salicina), de ezek termésének bóbitáját sok puha szőr alkotja. Összetéveszthető még a hegyi árnikával (Arnica montana), de ennek levelei átellenesen állnak, illetve zergevirág-fajokkal (Doronicum spp.).

## Élőhelye, előfordulása
Mészkedvelő növény, mely száraz (néha üdébb) lomberdőkben, erdeifenyvesekben, ezen erdők szélein, irtásréteken, kaszálóréteken és pusztafüves lejtőkön tenyészik. Magyarországon jelenleg a Balfi- és a Zalai-dombság területén (például Rédics környékén) ismertek előfordulásai. Korábban a Göcsejből, illetve a Bakonyaljáról (a devecseri Széki-erdőből) is jelezték jelenlétét, de ezeket az adatokat az 1980-as évek eleje óta nem erősítették meg.

## Alfajai
- Buphthalmum salicifolium subsp. flexile (Bertol.) Garbari[3]
- Buphthalmum salicifolium var. flexile (Bertol.) Fiori[3]
- Buphthalmum salicifolium subsp. salicifolium[3]
- Buphthalmum salicifolium var. salicifolium[3]